# Bronx

Comtat de Bronx, dintre de l'Estat de Nova York

Estat de Nova York, dintre dels Estats Units

El Bronx és un comtat de l'estat de Nova York, i un dels cinc districtes metropolitans (borough) de la ciutat de Nova York. Comtat i districte tenen els mateixos límits geogràfics. És el districte situat més al nord i és l'únic dels cinc que no està en una illa sinó en terra ferma. L'any 2006 la població era d'1.361.473 habitants.

## Història
La primera colònia d'europeus s'hi va establir quan la Companyia Holandesa de les Índies Occidentals va comprar la zona en 1639. Aquest mateix any, l'immigrant suec Jonas Bronck, en l'honor del qual es va batejar la colònia, va construir la primera granja.
Fins a la dècada de 1890, no va ser més que una zona de granges i petites colònies, però l'arribada dels tramvies i el metro elevat va accelerar el ja ràpid creixement de la zona, que va passar a ser un comtat de la ciutat.
Originàriament, era una zona residencial amb nombrosos edificis d'apartaments. Desenvolupa una mínima activitat industrial, comparada amb la que es realitza al conjunt de la ciutat, principalment a la secció meridional, on existeixen establiments de sectors com l'alimentari i el de la confecció de roba, entre d'altres. Els magatzems, instal·lacions navals i comercials es troben en la riba nord-oriental.
Algunes zones del Bronx, sobretot les del sud-est, han aconseguit un alt nivell de deterioració. Tot el contrari del que succeeix a Riverdale, situat al costat del riu Hudson, que presenta un paisatge d'habitatges unifamiliars amb jardins. Les línies de metro i les carreteres elevades fan possible la comunicació ràpida amb qualsevol part de Nova York. A Manhattan es pot arribar per carretera a través dels deu ponts que creuen el riu Harlem.

## Atraccions
Les atraccions del Bronx inclouen l'Estadi "Yankee", llar dels New York Yankees, el Zoològic del Bronx, el Jardí Botànic de Nova York. Inclou també dos dels parcs més grans de Nova York, el "Pelham Bay" i el "Van Cortlandt".
Diverses universitats se situen en el Bronx:
- Universitat de Fordham
- Manhattan College
- Lehman College
- Monroe College
- College of Mount Saint Vincent

El Bronx té la distinció de ser el lloc de naixement del Hip Hop.
En el seu cementiri es troben les tombes de Duke Ellington, Miles Davis o Herman Melville, entre altres personatges històrics. En l'entrada, es pot sol·licitar un mapa amb dites sepultures assenyalades.

## Govern
El territori que actualment forma el comtat del Bronx pertanyia al Comtat de Westchester.
El 1874, la part occidental del que és l'actual comtat del Bronx va ser transferit al comtat de Nova York i el 1895 es transferí la resta oriental. El 1914, aquelles parts transferides es van separar del comtat de Nova York i van formar l'actual comtat del Bronx.
Igual que els altres comtats de la ciutat de Nova York, al Bronx no hi ha govern comtal, però sí que existeixen les corts de comtat i altres autoritats com el fiscal. Cada districte metropolità a Nova York tria un President però de fet aquest càrrec no té molt poder.
L'oficina del President de Districte (Borough President) va ser creada amb la consolidació dels cinc comtats, per a equilibrar la balança d'aquests, respecte del govern municipal central. Cada president de districte tenia un rol important, que es derivava del fet de tenir un vot en el New York City Board of Estimate, el cos responsable de crear i aprovar els pressupostos municipals i realitzar les propostes per a l'ordenació del territori. El 1989, la Cort Suprema dels Estats Units va declarar que aquesta Junta era inconstitucional, per donar-se el fet que Brooklyn, el comtat més poblat del municipi, no tenia més vot sobre el terreny que Staten Island, el comtat menys poblat de la ciutat, el que es va considerar una violació de la Clàusula de Protecció Igual de la Décimocuarta Esmena de la Constitució dels Estats Units, emesa el 1964, sota la premissa d'un home, un vot.
Les competències del Board of Estimate van ser transferides a la Junta de Regidors (City Council, amb 51 membres, encarregat del poder legislatiu a la ciutat), augmentant així el poder centralitzat en el municipi novaiorquès.
Des de 1990, el President de Districte actua com a defensor dels interessos del comtat davant les agències de l'ajuntament, les regidories municipals, el govern estatal de Nova York i les corporacions. El president del Districte del Bronx és Adolfo Carrión, Jr., el dotzè d'ells, des que el Bronx pertany a la ciutat de Nova York.
El Fiscal del Districte de Bronx (conegut com a District Attorney o simplement D.A., en l'original anglès) és Robert T. Johnson i ocupa el càrrec des de l'1 de gener de 1989, el que el fa el fiscal de districte que va exercir el càrrec durant més temps en la història del Bronx.
També té 12 districtes administratius, cadascun d'ells servit per una Junta de Comunitat local (Community Board). Aquestes Juntes són els cossos representatius que recullen les queixes ciutadanes i serveixen com defensors dels residents de la seva àrea, davant l'Ajuntament.
Anecdòticament, el nom oficial del "borough" és The Bronx, mentre que el nom del comtat és Bronx County (sense l'article).

## Geografia
El Bronx no té altres subdivisions, està situat als 40° 42′ 15″ latitud nord i els 73° 55′ 5″ longitud oest.
La comuna té una àrea de 148,7 quilòmetres quadrats. 108,9 km² formats per terra i 39,9 km² d'aigua que constitueix un 26,82% del total.
Molts dels carrers del Bronx estan numerats, però a diferència de la numeración a Brooklyn i Queens, el seu sistema de numeració és una continuació del sistema de Manhattan, a causa del fet que originalment pertanyia al comtat de Nova York, per la qual cosa la numeració comença al carrer 132 est.

## Demografia
Cap a 1840 van començar a arribar al Bronx immigrants alemanys i irlandesos per treballar a les obres del ferrocarril; aviat altres immigrants van prendre el relleu, com els italians, polonesos i grecs. Després de la Segona Guerra Mundial la població del Bronx es va incrementar amb l'arribada de nombroses famílies de classe mitjana i de moltes persones procedents de Puerto Rico, i en conseqüència va variar la composició de la població. En l'actualitat és el districte més poblat i amb la major diversitat ètnica de tot el país.
La seva població actual és d'1.361.473 persones, de les quals:
- El 51,0% són llatins o hispans.
- El 33,1% són d'ètnia negra.
- El 12,9% són blancs (europeus o descendents d'europeus).
- El 3,4% són d'origen asiàtic.
- La resta la conformen persones d'altres ètnies.

La població d'origen llatí / hispà és la de més ràpid creixement, a causa de l'alta taxa de fecunditat de les dones llatines residents als Estats Units, i també a causa de la immigració legal i il·legal provinent d'Amèrica Llatina i El Carib.

## Llengua
Segons el cens de l'any 2000 al Bronx hi ha parlants de 77 llengües diferents. Les majoritàries són l'anglès, amb un 47,3% de parlants, i el castellà, amb un 42,7%, mentre que la resta de parlants d'altres llengües no arriba al 2%.